# 알렉산드르 베코비치 체르카스키
알렉산더 베코비치 체르가스키 대공(러시아어: Алекса́ндр Беко́вич-Черка́сский) 또는 데블렛 기레이 무르자(러시아어: Девлет-Гирей-мурза, 생년 미상 ~ 1717년)은 중앙아시아에 대한 최초의 러시아 군사 탐험을 주도한 체르케스인 러시아 제국 장교이다.

## 초기 일생
무슬림이자 카바르다의 통치자의 아들로 태어난 체르가스키는 날짜는 전해지지 않지만 기독교로 개종하고 러시아인이 되었다. 1707년 그는 표트르 1세에게 서유럽을 탐험하라는 명령을 받았고 1711년 탐험을 마치고 러시아로 돌아왔다. 거기서 그는 고향인 카바르다도 돌아오고 그 곳에서 유력인들에게 러시아 차르의 오스만 제국 작전 지원을 위해 설득했다.

## 엘도라도의 꿈
2년 후, 아스트라한의 투르크멘인 여행자가 와서 지역 기관에게 과거에 카스피해로 흘렀던 옥수스강을 아랄해의 강바다에서 황금 모래를 퍼내기 위해 히바 칸국이 점령했다고 말했다. 그 당시 주지사였던 가가린 대공은 이 전설을 확인하기 위해 히바 칸국으로 사절을 보내기로 했다. 그들은 이른바 "옥수스 강"에서 퍼왔다는 황금 모래 자루를 주었다.
이 전설에는 신뢰가 더해져 상트페테르부르크의 차르에게까지 이 소식이 전달되었다. 표트르 차르는 대북방 전쟁으로 인해 금이 절실히 필요한 상태에서 히바의 엄청난 재산에 관한 정보를 들었다. 1716년 2월 24일, 무슬림으로 출생한 사람이자 전쟁 전문가인 알렉산더 베코비치 체르카스키를 지휘 하에 둔 7천명의 부대를 파견했다.
체르카스키는 네 가지 명령을 받았다. 옥수스 강바닥을 조사하고 카스피 해로 옮길 수 있는 지에 대한 여부를 조사하고, 히바 칸국을 항복시키며 옥수스 강을 따라 오새들을 건립하고 인도의 무굴 제국과 직접 무역을 확립하기 위해 사신을 보내는 것이었다.

## 히바 참사
베코비치 체르카스키는 그가 측량작업으로 일하고 있던 아스트라한에서 이러한 명령을 받고 카스피해에 대한 1차적 지도를 준비했다. 그는 대장으로 승진하고 투르크메니스탄에 대한 예비 탐험을 명령받았다. 그는 투르크멘바시와 포르트솁첸코 요새를 점령하기 위해 코사크 일부를 출정보냈다.
1717년 2월에 아스트라한으로 돌아온 베코비치는 일부 엔지니어와 측량사와 함께 다른 군대를 히바 칸국으로 향해 출정하기 시작했다. 몇 달 후 몇몇 타타르족이 돌아와 히바 탐험에 대한 끔찍한 소식을 보냈다. 투르크메니스탄에 새롭게 만든 요새로 한 번 대피한 이후 궃은 날씨와 투르크족 부족민들의 공격으로 상당수가 사망했다는 소식이었다.
정확이 베코비치 체르카스키에게 무슨 일이 일어났는지는 아직도 논쟁거리이다. 그의 군대에서 살아남은 몇몇 사람들에 따르면 히바를 120km 앞둔 지점에서 24,000명의 군대를 동원해 러시아 탐험대를 공격했다고 말했다. 3일간의 치열한 전투 이후 히바 칸국이 이겼다는 것이다.
적들이 매우 많은 것을 보고 베코비치 체르카스키는 적들이 한꺼번에 모여 항복하고 있으며 성공적으로 외교를 하고 있다고 생각했다. 러시아 장교는 500명의 사람과 함께 적 캠프로 갔다고 말했다. 칸은 그를 따뜻하게 맞아서 그에게 항복하는 척 하고 설득을 용이하게 하기 위해 러시아군은 5곳으로 분산시켰다. 히바 칸국은 5개 마을을 한개씩 공격한 이후 대부분의 러시아인을 살해하고 노예로 팔아버렸으며, 베코비치 체르카스키를 포함한 러시아 장교를 처형했다고 증언했다.
표토르 대제는 이러한 사건에 대해 대북방 전쟁의 진행과 오스만 제국의 적대감으로 인해 어떠한 보복도 할 수 없었다. 러시아 제국이 중앙아시아에 대한 진격을 재개하는 것은 1세기 이상이 지난 후에야 시작되었다. 1873년 러시아는 결국 히바 칸국을 점령하는 데에 성공했다.

## 같이 보기
- 히바 전역 (1839년~1840년)
- 히바 전역 (1873년)